# 옐라울프
옐라울프 (Yelawolf, 본명: Michael Wayne Atha, 1979년 12월 30일 ~ )는 미국의 힙합 가수이다. 그는 현재 인터스코프 레코드와 에미넴이 설립한 레코드인 셰이디 레코드에 소속되어 있다. 그는 2005년 첫 스튜디오 앨범인 Creek Water로 데뷔하였다. 2005년에서 2010년까지 5년 동안 옐라울프는 하나의 EP 앨범과 4개의 믹스 테이프를 제작하였는데, 이 중 가장 마지막에 제작된 믹스 테이프인 Trunk Musik 덕분에 인터스코프 레코드와 계약할 수 있었고, 이 결과물로 후에 Trunk Musik 0-60이라는 EP 앨범을 발매할 수 있었다.
2011년 3월에는 셰이디 레코드와 계약하였고, 이 후 11월 셰이디 레코드에서의 첫 스튜디오 음반인 Radioactive를 발매하였으며, 이 음반은 빌보드 200에서 27위로 데뷔하기도 하였다. 2015년 4월에는 셰이디 레코드에서의 두번째 정규 음반인 Love Story를 발매하였다.

## 어린 시절
옐라울프는 앨라배마주의 개즈던에서 태어났고, 체로키 족과 백인 혼혈이다. 그는 이사를 자주 하여 여기저기 다니었는데, 유년 시절을 거의 테네시주의 안티오치에서 보냈고, 저소득층 거주 지역 근방에 위치한 내슈빌의 한 초등학교를 졸업하였다.

## 경력

### 2005-09: 경력의 시작, 그리고 데뷔
옐라울프는 2005년 UPN의 The Road to Stardom with Missy Elliott라는 리얼리티 방송 프로그램에 처음으로 모습을 드러냈다. 쇼에서 그가 예선에서 활약을 펼친 후 후, 그는 그의 첫 믹스 테이프인 Pissn' in a Barrel of Beez을 만들었고, 같은 해에 그의 첫 앨범인 Creek Water을 발표하였다. 2년 후, 옐라울프는 콜롬비아 레코드와 계약하였고, 아직 출시되지 않은 스튜디오 앨범인 Fearin' and Loathin' in Smalltown, U.S.A.에서 "Kickin'"이라는 싱글을 발표하기까지 이른다. 그러나 이 앨범은 결국 발매되지 못하였다. 옐라울프는 콜롬비아 레코드에서의 발매 경험을 토대로 Ball of Flames: The Ballad of Slick Rick E. Bobby와 Stereo: A Hip Hop Tribute to Classic Rock라는 두 가지의 믹스 테이프를 발매하였다. 2009년에는 Ghet-O-Vision 소속사와 계약을 하여 첫 EP 앨범인 Arena Rap을 발매하였다.

### 2009–11: 소속사에서의 첫 정규 음반
2009년 말, 그는 WillPower라는 그의 소속사의 프로듀서와 Trunk Music이라는 믹스 테이프에 대하여 작업을 시작하였다. 2010년 1월에 출시되었을 때, 믹스테이프가 꽤 좋은 성적을 거두면서 옐라울프의 팬과 지지층이 형성되었다. 그 다음해, 옐라울프는 인터스코프 레코드와 협약을 맺었고, 믹스 테이프의 제목을 Trunk Muzik 0-60로 변경한 후 2011년 11월 경 재출시하였는데 이는 현재까지도 많은 팬들의 지지를 받을 정도로 명반이라는 평이 많다.
2011년 3월, 셰이디 레코드와 계약한 후로 주목을 받아 옐라울프는 에미넴과 셰이디 레코드와 계약한 또다른 그룹인 슬러터하우스와 함께 XXL 잡지의 표지를 장식하게 되었다. 옐라울프는 또한 XXL 잡지의 2011년 최고의 신인 11명 중 하나로 소개되기도 하였다. 2011년 4월 14일, 옐라울프는 셰이디 레코드에서의 첫 정규 음반인 Radioactive를 발표하였다. 동년 5월 18일에는 그의 앨범에서 "Gangsta of Love"라는 첫 싱글을 발표하였다. 8월 8일에는 그의 첫 앨범에서의 첫 공식적인 싱글이자 릴 존이 피쳐링한 Hard White (Up in the Club)을 발매하였으며, 2번째 싱글로는 키드 록이 피쳐링한 Let's Roll이 선정되어 10월 30일 발매되었다. 앨범 발매는 10월로 늦춰졌고, 후에 이 앨범의 발매일은 11월 21일로 잡히게 된다.
이 앨범은 "더 소스"라는 힙합 잡지에서 5점 만점에 거의 클래식 수준이라는 것을 의미하는 4.5점을 주었다. Radioactive는 11월 21일 발매 후 빌보드 200 차트에서 27위로 데뷔하게 된다. 그 앨범에는 에미넴 등 많은 유명 프로듀서들이 프로듀싱에 참여하였으며, 키드 록, 릴 존 등의 유명 가수들 역시 피쳐링에 참여하였다.

### 2012: 연이은 EP 앨범의 발매
2012년 1월 24일, 옐라울프는 에드 시런과 함께 부른 홍보용 트랙인 "You Don't Know (For Fuck's Sake)"을 발매하였다. 이는 곧 출시될 예정이던 EP 앨범, The Slumdon Bridge의 수록곡이기도 하다. 동년 1월 31일에는 옐라울프와 에드 시런이 함께 곡을 녹음하는 모습이 담겨있는 트레일러가 공개되었다. 이 비디오에서 옐라울프는 이 앨범을 녹음하는 데에만 10시간이 걸렸고, 그 결과 4곡만이 수록되었다는 것을 밝혔다. 2012년 2월 14일 밸런타인데이에 공개된 The Slumdon Bridge는 옐라울프의 두번째 EP 앨범이자 첫 공동 작업임을 기념하게 되었다.
2012년 6월 16일에는 아버지날을 기념하기 위하여 "Happy Father's Day"라는 곡을 발매하였다. 이와 함께 옐라울프는 그의 다섯번째 공식적인 믹스 테이프인 Heart of Dixie를 발표한다.
2012년 8월, 옐라울프는 블링크-182의 드럼 연주자인 트래비스 바커와 함께 Psycho White를 발표하였다. 몇 차례의 발매 연기 끝에, 이 EP는 2012년 11월 13일에 발매되기에 이른다. 빌보드 200에서는 첫 주에 11,100장을 팔아 49위에 데뷔하였다. 옐라울프는 이 앨범의 모든 트랙에 뮤직 비디오가 있을 것이라고 알렸다.

### 2012–현재: 믹스테이프의 속편, 그리고 두번째 스튜디오 앨범
2012년 3월 20일, 옐라울프는 셰이디 레코드에서의 두번째 앨범인 Love Story가 6월부터 녹음을 시작할 것이라는 것을 발표하였다. 비장 파열이 원인이 되었던 무대 다이빙 사고로 인해, 옐라울프는 앨범 녹음 작업을 미루기로 결정하기도 하였다. DJ Skee와의 인터뷰 중 그는 Trunk Muzik Returns라는 Trunk Muzik의 후속작이 8월 즈음에 발매될 것이라고 알렸다.
2012년 12월, 옐라울프는 인터뷰 중 그의 프로젝트의 상태를 보내왔다. 그는 또한 그의 두번째 앨범에 대하여 발언했으며, 그것이 첫번째 작품인 Radioactive와 무엇이 다른지를 비교하기도 하였다. 그는 그가 내슈빌에서 작업을 하였고 에미넴이 작업을 끝내게 할 수 있도록 디트로이트로 갔다고 밝혔다. 옐라울프는 또한 Trunk Muzik Returns가 2013년 2월에 최종적으로 발매될 예정이라고 언급하였다.
2월 5일 옐라울프는 Trunk Muzik Returns에서의 첫번째 노래인 "Way Out"을 발표하였고, 이 믹스테이프가 2013년 3월 14일에 발매될 예정이라고 알렸다. 2013년 2월 셰이디 레코드의 대표자인 폴 로센버즈는 옐라울프가 현재 내슈빌에서 앨범 녹음 작업 중에 있으며 2013년에 출시될 예정이라고 하였다. 2월 26일 옐라울프는 Trunk Muzik Returns에서의 두번째 노래인 "F.A.S.T. Ride"를 발표하였다. 3월 12일엔 에이셉 라키가 피쳐링한 "Gangster"를 발표하였다. 열 개의 원본 트랙과 게스트들이 피쳐링한 노래로 구성되어있는 그 믹스테이프는 WillPower라는 프로듀서가 전체적인 작업을 맡았다.
2013년 10월 18일, 옐라울프는 Black Fall이라는 믹스 테이프를 발매하였다. 이 믹스 테이프에서의 첫번째 노래인 "Light Switch"는 21일에 공개되었다.
2014년 1월 28일, 옐라울프는 두번째 스튜디오 앨범에서의 데뷔 싱글인 "Box Chevy V"를 선보이게 되었다. 인터뷰에서 옐라울프는 Love Story가 5월 중으로 발매될 것이라고 주장하였다. 나중에, Love Story는 2015년 중으로 발매가 늦어졌다고 알려왔다. 옐라울프는 "Whiskey in a Bottle"이라는 제목의 싱글을 출시했으며 앨범 커버와 앨범 출시 일자를 발표하였다. 에미넴은 이 앨범에서 유일하게 피쳐링에 참여하였으며 옐라울프와 함께 앨범 작업에 참여하기도 하였다. 이 앨범은 또한 옐라울프를 음반 제작자로서 이름을 날리게 하는 계기가 되었다.

## 개인 생활
옐라울프는 한때 버클리에서 떠돌이 생활을 하기도 하였다. 그는 시민 공원으로 알려진 버클리의 공원 내에서 대부분의 시간을 보냈다. 그가 홈리스로 살고 있을 동아, 사람들은 그를 도와주고 수프와 같은 음식을 주기 위해서 기부를 하기도 하였다. 옐라울프는 그가 힘을 내고 그의 어머니가 있는 앨라배마주로 다시 돌아갈 수 있었던 것이 결정적 순간이었다고 주장하였다. 보호자는 그의 어머니가 경제적으로 넉넉하지 못했지만, 그 날이 크리스마스였고 그가 집으로 올 수 있도록 티켓을 사두어 올 수 있었다고 하였다. 옐라울프는 이렇게 말하였다; "12월 20일 즈음이었다. 새해가 찾아올 때까지 나는 시애틀에 있었다. 그 후로 나는 시애틀을 떠나 앨라배마로 왔다. 그리고 그곳은 내가 태어났던 장소였다."
2013년 7월, 옐라울프는 피피 돕슨과 약혼을 맺었다.

## 음반 목록

### 스튜디오 앨범
- Creek Water (2005)
- Radioactive (2011)
- Love Story (2015)

### EP 앨범
- Arena Rap (2008)
- Trunk Musik 0-60 (2010)
- The Slumdon Bridge (2012)
- Psycho White (2012)

## 출연 작품

### 영화
- 피넛 버터 팔콘 (2019) - 랫보이 역